# San Donato di Ninea
San Donato di Ninea község (comune) Olaszország Calabria régiójában, Cosenza megyében.

## Fekvése
A megye északnyugati részén fekszik, az Esaro völgyében. Határai: Acquaformosa, Altomonte, Grisolia, Lungro, Orsomarso, San Sosti és Verbicaro.

## Története
Első említése a 12. század elejéről származik. Történészi vélemények szerint a település ősét Nineát, az enotrik alapították.

## Népessége
A népesség számának alakulása:

## Főbb látnivalói
- SS. Trinità-templom
- SS. Assunta-templom
- SS. Salvatore-templom
- San Donato-kápolna